# Jan van Meunincxhove

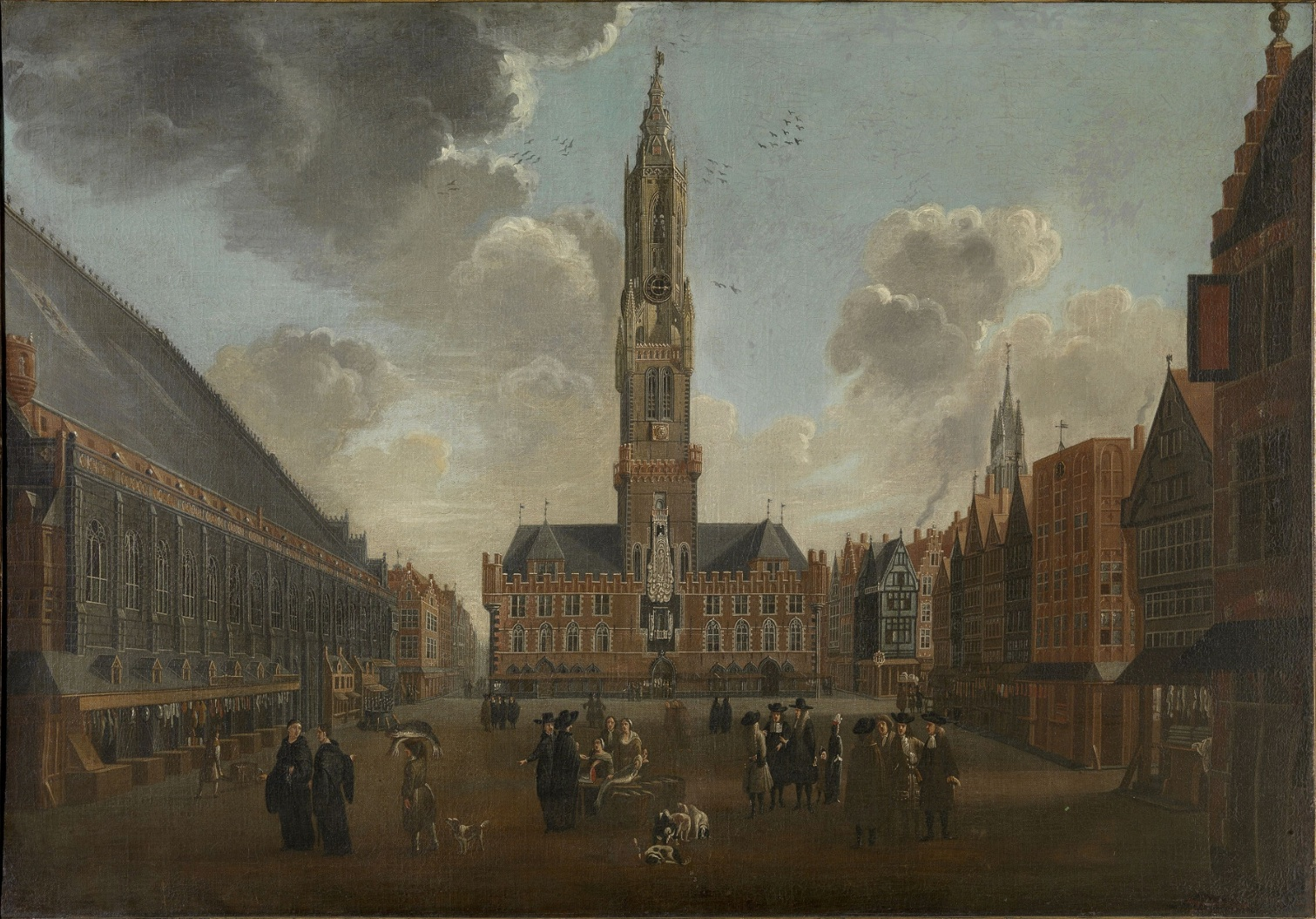
De Markt

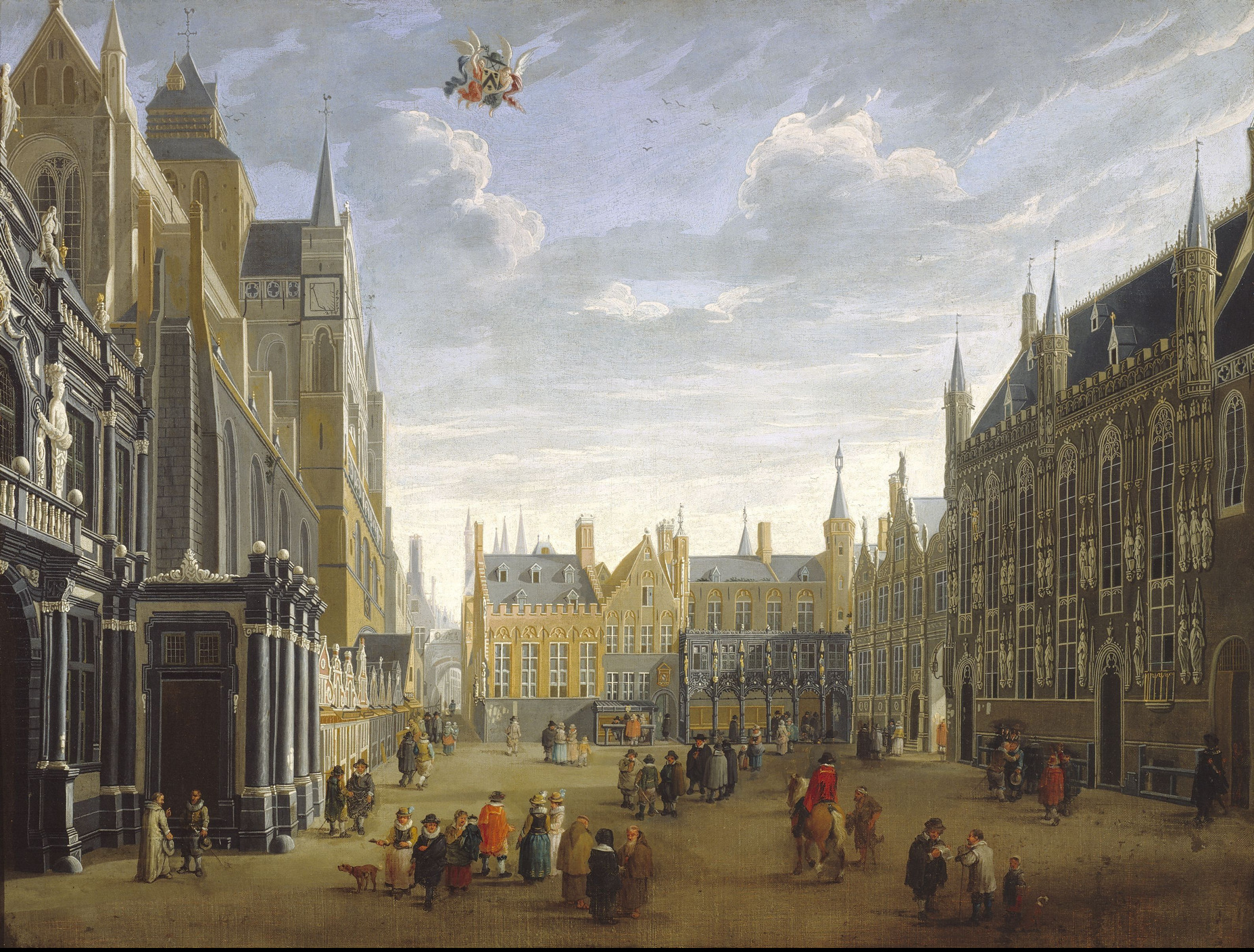
De Burg

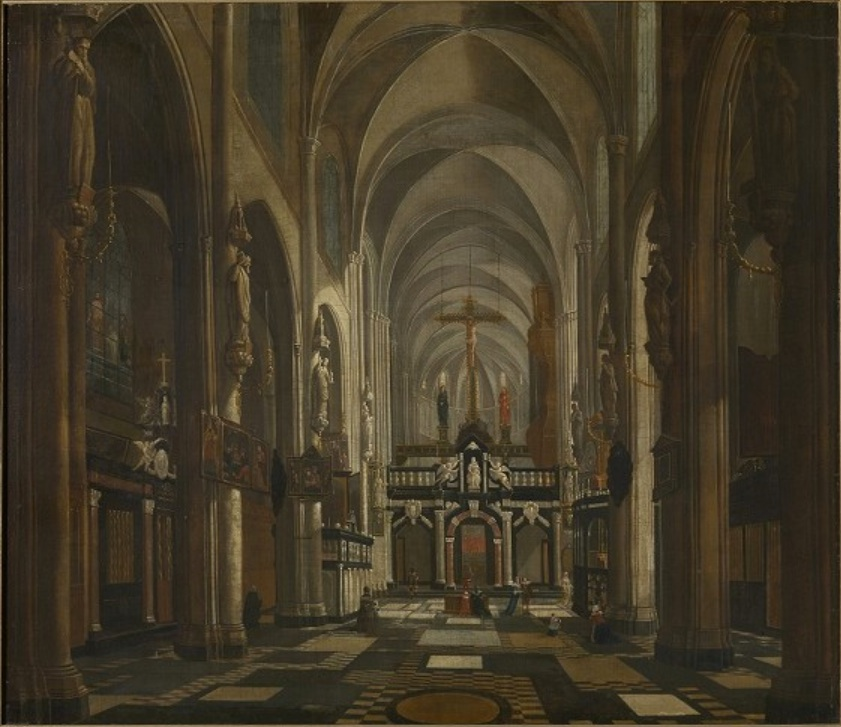
Interieur van de Sint-Donaaskathedraal

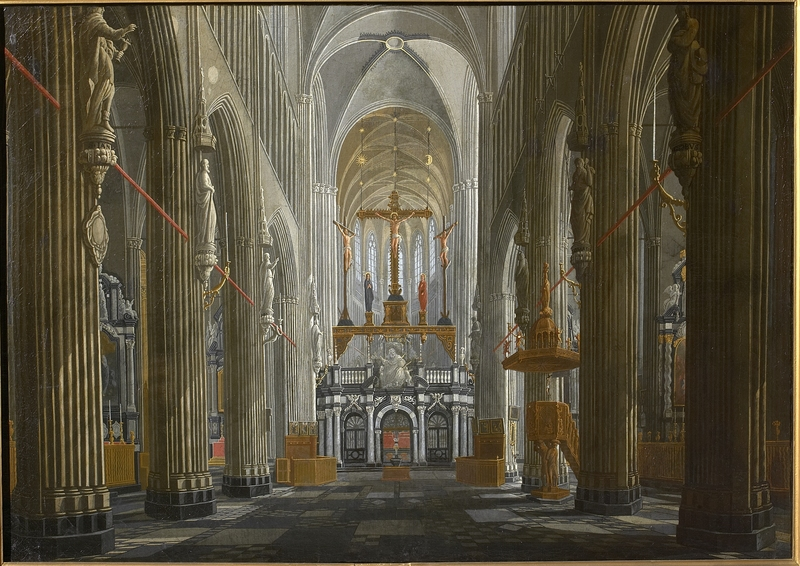
Interieur Sint-Salvatorskerk

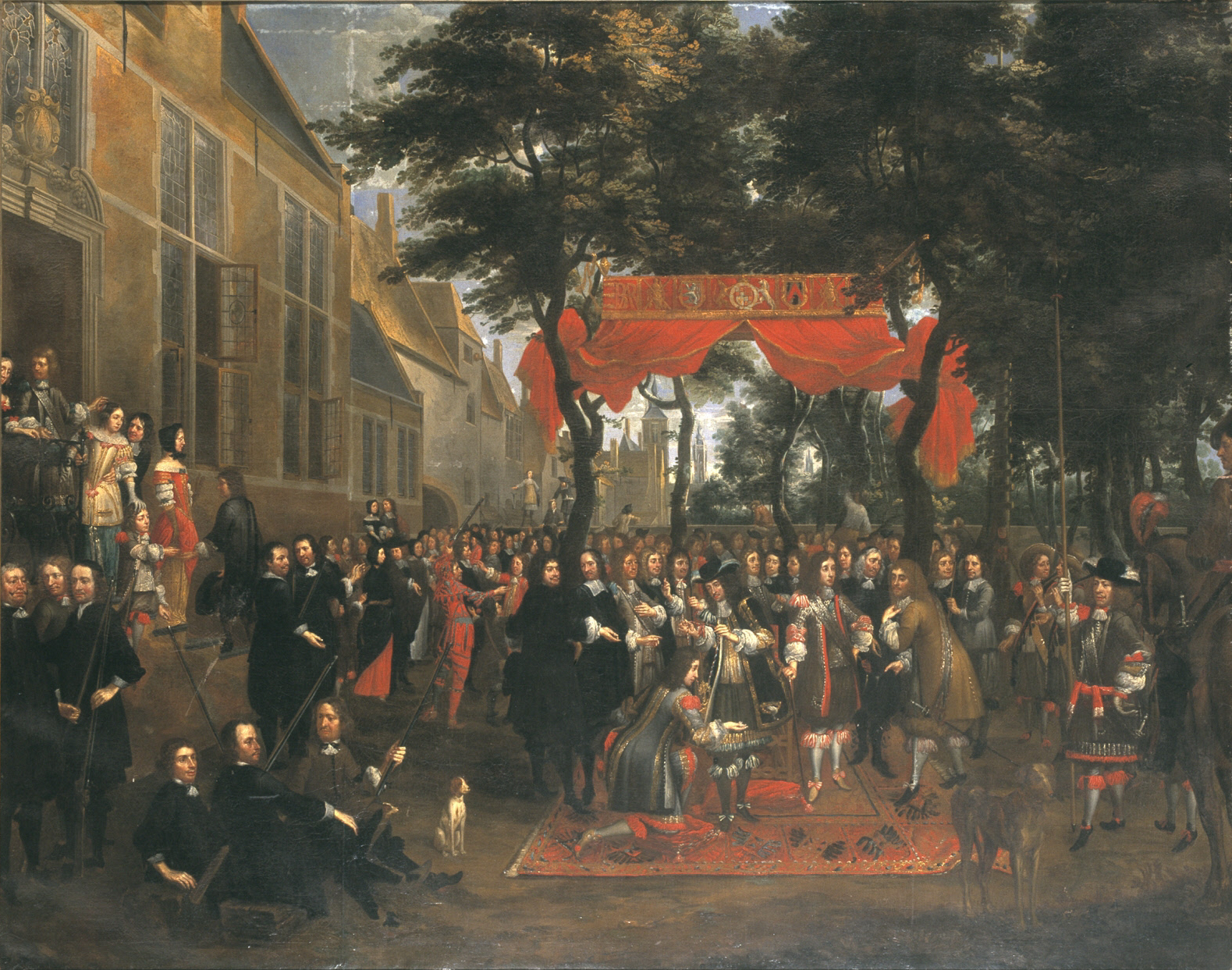
De ontvangst van Karel II bij de Sint-Barbaragilde

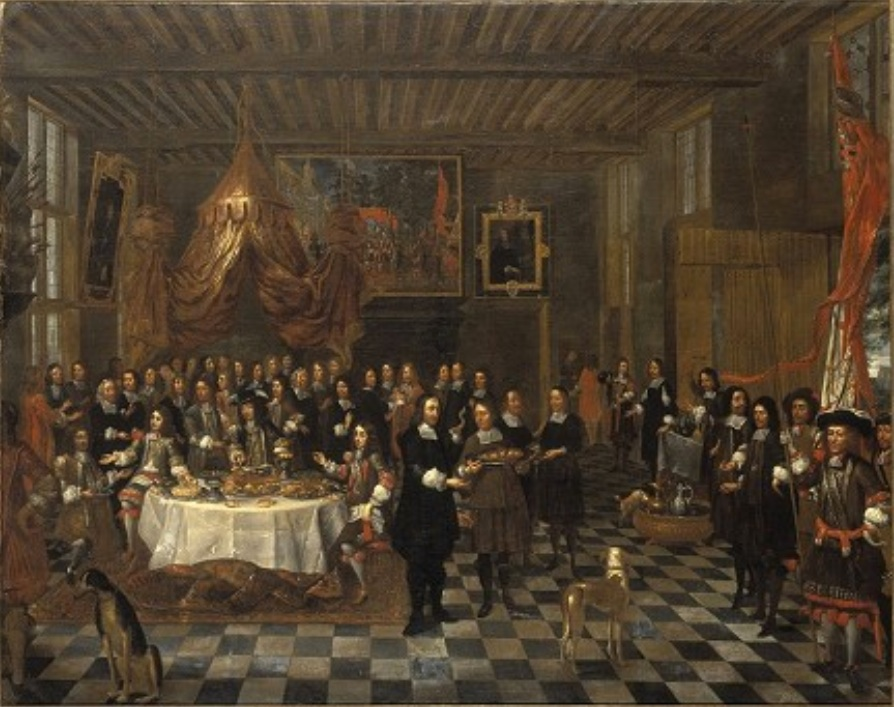
De ontvangst van Karel II bij de Sint-Barbaragilde

Jan-Baptist van Meunincxhove (ca. 1620 - Brugge, 1703) was een Brugs kunstschilder.

## Levensloop
Het is niet zeker dat Van Meunincxhove, van wie de vader Wouter van Meunincxhove heette, in Brugge werd geboren. Het is wel zeker dat hij vanaf juli 1639 in de leer ging bij de Brugse schilder Jacob I van Oost en door hem werd ingeschreven als lid van de Sint-Lucasgilde. In 1644 werd hij vrijmeester. In de gilde van de beeldenmakers vervulde hij verschillende functies:
- als 'vinder' of bestuurslid in 1649, 1653, 1654, 1656, 1669, 1676, 1682;
- als schilddrager in 1678;
- als stadhouder in 1685, 1687, 1689 tot 1694;
- als gouverneur in 1655;
- als deken in 1663-1664.

Hij bracht enkele jaren in Antwerpen door, waar hij in 1677 aanvaard werd als vrijmeester. Na enkele jaren verhuisde hij weer naar Brugge.
De productieve van Meunincxhove stichtte een belangrijk schildersatelier en werkte met heel wat leerlingen en gezellen, onder wie Geerolf Pauwels, Carel Van Eechoute, Gilianus Grasborn, Pieter Henderikx, Jozef van den Kerckhove en Pieter van Meunincxhove.

## Meester van de stadsgezichten
Van Meunincxhove heeft blijvende bekendheid verworven door de precieze schilderijen die hij maakte van de Markt en de Burg. Het waren populaire werken die hij vaak hernam en die nu nog bewaard worden in de Brugse musea, in het gerechtshof en in privéverzamelingen. Het zijn iconografisch belangrijke werken, door hun trouwe weergave van het stadsbeeld in de zeventiende eeuw en van monumenten waarvan sommige ondertussen verdwenen zijn. Daarbij animeerde hij de pleinen met personages, zoals er in zijn tijd voorkwamen. 

### De Markt
De Brugse musea bezitten drie bijna identieke schilderijen die de Markt van Brugge voorstellen. Ze beelden uit: de Waterhalle, het begin van de Wollestraat, het Belfort en de stadshallen, het begin van de Hallestraat en de huizen op de westzijde van de Markt. Op de Markt zelf zijn talrijke figuurtjes weergegeven: gewone burgers, handelaars, komediespelers.

### De Burg
De Brugse musea bezitten ook van dit schilderij drie exemplaren, die de pendant zijn van de schilderijen van de Markt. Men ziet er zorgvuldig op afgebeeld: de Proosdij, de Sint-Donaaskathedraal, de Oostpoort, de Loove, het Leenhof, het Landhuis van het Vrije, de Burgerlijke Griffie, het stadhuis en een deeltje van de Basiliek van het Heilig Bloed. Op het plein staan talrijke figuurtjes: geestelijken, rechtsgeleerden, ambtenaren.

### Het interieur van de Sint-Donaaskathedraal
Van het interieur van de kathedraal maakte de schilder meer dan één afbeelding. Een ervan is in stadsbezit. Ze is des te waardevoller omdat de kerk werd gesloopt, en ze derhalve een belangrijke bron is voor de kennis van en de studie over dit verdwenen monument.
Hij maakte een gelijkaardig binnenzicht van de Sint-Salvatorskerk en van de Onze-Lieve-Vrouwekerk.

## Andere werken

### Schilderijen voor de Sint-Barbaragilde
Van Meunincxhove maakte twee schilderijen die hem werden besteld door de Sint-Barbaragilde en die de aanwezigheid in hun gilde van de Engelse koning Karel II moesten vereeuwigen. Het ging om:
- Karel II in de hovingen van de Sint-Barbaragilde,
- het feestmaal door de Sint-Barbaragilde aangeboden aan Karel II en zijn gevolg.

### Religieuze werken
De schilder ging ook in op bestellingen van godsdienstige schilderwerken, zoals:
- Jezus voor de hogepriester Annas, door de familie de Crits geschonken aan de Sint-Annakerk
- Aanbidding van de Drie Wijzen voor de kerk van de jezuïeten
- Onze Lieve Vrouw en kind met de heilige Benedictus, uit de kapel van Blindekens
- Sint-Brandarius en zijn diaken, in de kerk van de Potterie
- twee schilderijen met episodes uit het leven van de heilige Winnoc (Sint-Winoksbergen)
- de Emmaüsgangers (Sint Winoksbergen)
- de Heilige Augustinus (Sint-Winoksbergen).